# Anaconda, Montana
Anaconda är en stad i Deer Lodge County i delstaten Montana, USA med 9 417 invånare (2000). Anaconda är administrativ huvudort (county seat) i Deer Lodge County. 